# Human Flow
Human Flow é um filme-documentário alemão de 2017 dirigido e escrito por Ai Weiwei, que segue a contemporânea crise global de refugiados. Estreou em 1 de setembro, quando selecionado na seção de competição principal do Festival Internacional de Cinema de Veneza; assim que lançado, recebeu inúmeros comentários positivos: no Rotten Tomatoes, está classificado em 92%, com base em vinte e quatro críticas que totalizam a pontuação média de 8,3/10 e, no Metacritic, conquistou a pontuação 78 de 100 em dezessete avaliações.